# Mandela (Latium)
Mandela ist eine Gemeinde in der Metropolitanstadt Rom in der italienischen Region Latium mit 904 Einwohnern (Stand 31. Dezember 2023). Sie liegt 48 km nordöstlich von Rom.
Der Ort hieß bis 1870 Cantalupo Bardella.

## Geographie
Mandela liegt auf einem Hügel zwischen den Flüssen Licenza und Arrone. Es befindet sich am Rande der Monti Lucretili über dem Tal des Aniene. Mandela ist Mitglied der Comunità Montana Valle dell’Aniene.
Die Nachbarorte sind Anticoli Corrado, Cineto Romano, Licenza, Percile, Roccagiovine, Roviano, Saracinesco und Vicovaro.

### Verkehr
Mandela liegt an der A24, Autostrada dei Parchi von Rom nach Teramo, mit der Ausfahrt Mandela-Vicovaro.
Im Ortsteil Mandela-Scalo liegt der Bahnhof an der Strecke Rom–Avezzano.
Rieti ist Abschluss der neunten Etappe des Pilgerwegs Benediktweg von Norcia über Subiaco nach Montecassino.

## Geschichte
Horaz, der im Tal des Licenza eine Villa besaß, erwähnte den Ort bereits mit dem Namen Pagus Mandela. Im Mittelalter kam der Ort unter dem Namen Cantalupo Bardella in den Besitz der Orsini. 1814 kam es an die Del Gallo di Roccagiovine. Julie Bonaparte, Tochter von Charles Lucien Bonaparte, die Alessandro Del Gallo di Roccagiovine geheiratet hatte, gründete in der Mitte des 19. Jahrhunderts einen beachteten Salon, in dem sich zahlreiche Literaten und andere Künstler trafen.
1870 nahm die Gemeinde wieder den antiken Namen Mandela an.

## Bevölkerungsentwicklung
| Jahr      | 1871 | 1881 | 1901 | 1921 | 1936 | 1951 | 1971 | 1991 | 2001 |
| --------- | ---- | ---- | ---- | ---- | ---- | ---- | ---- | ---- | ---- |
| Einwohner | 697  | 733  | 802  | 658  | 667  | 822  | 557  | 639  | 771  |

Quelle: ISTAT

## Politik
Gaetano Sartori wurde im Mai 2006 zum zweiten Mal zum Bürgermeister gewählt. Seit dem 5. Juni 2016 ist Claudio Pettinelli Bürgermeister der Gemeinde.